# Gary Ilman
Gary Ilman (né le 13 août 1943 à Glendale et mort le 16 août 2014) est un nageur américain. Lors des Jeux olympiques d'été de 1964 disputés à Tokyo, il remporte deux médailles d'or au relais 4 x 100 m nage libre et au relais 4 x 200 m nage libre à chaque fois en battant le record du monde. Il termine quatrième au 100 mètres libre durant ces Jeux après avoir amélioré le record olympique en séries et en demi-finales.

## Palmarès
- médaille d'or au relais 4 x 100 m nage libre de natation aux Jeux olympiques de Tokyo en 1964
- médaille d'or au relais 4 x 200 m nage libre de natation aux Jeux olympiques de Tokyo en 1964